# Devon rex

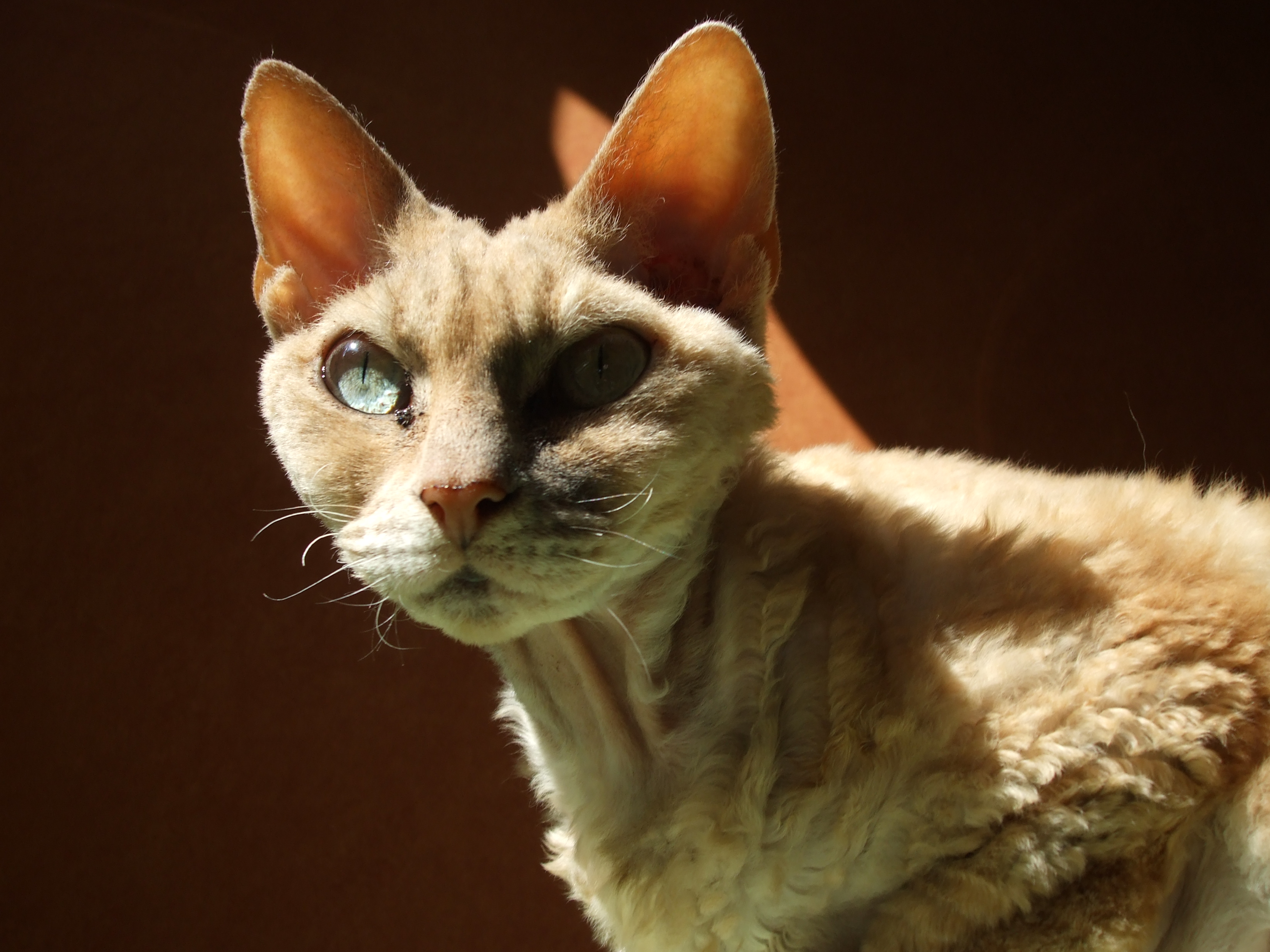
Devon rex

El Devon rex és una raça de gat originària d'Anglaterra. Té un pelatge curt i llis que forma suaus rínxols.

## Història
El primer exemplar va néixer a Devon (Regne Unit) el 1960, a través d'una mutació del pèl arrissat de dos gats comuns. Es van fer intents de creuar el devon amb el cornish rex, però només es van obtenir cadells de pèl llis, de manera que es va decidir que les dues mutacions de pèl arrissat eren incompatibles, i es classificà el devon com a raça separada amb estàndard propi. El devon rex té unes orelles realment grans, un cap petit i uns grans ulls ovalats. El miol que emet és molt suau. És un gat de naturalesa vigilant i afectuosa.

## Descripció
Els gats tenen tres tipus de pèl: pelatge, pel intermedi i pel inferior. L'abric del Devon Rex és inusual perquè hi ha poc pèl de guàrdia. El rínxol de la pell de Devon Rex és causat per una mutació i un gen diferents que els de Cornish Rex i el Gat rex alemany, i la cria d'un Devon amb qualsevol d'aquests gats dona com a resultat gats sense pelatge rex (arrissat). Els Devons, que són gats de mida mitjana, sovint s'anomenen "gats pixie" pel seu aspecte únic.

## Galeria

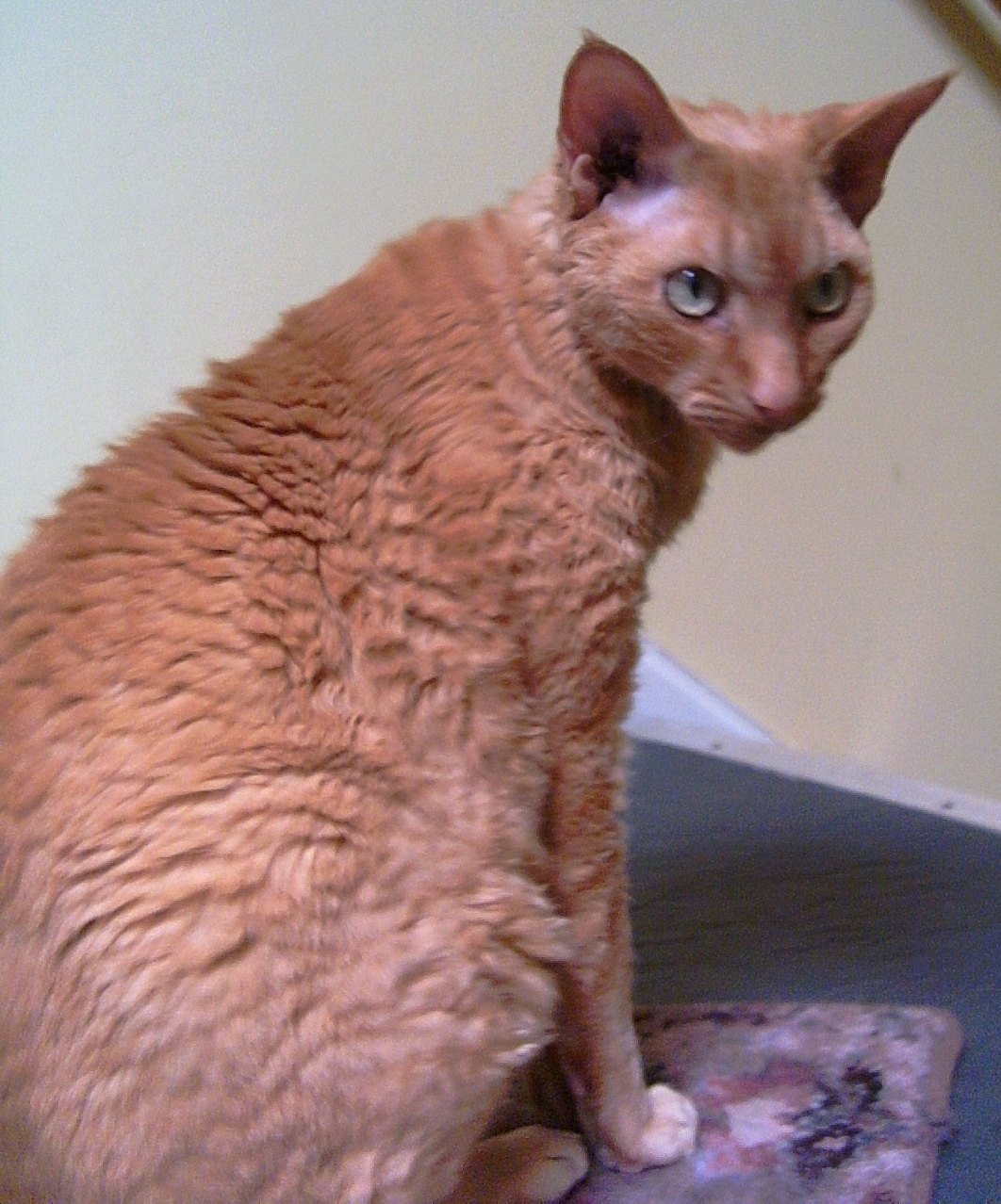
Mascle devon rex adult.
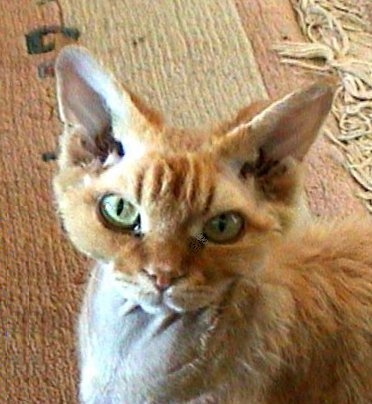
Femella devon rex.
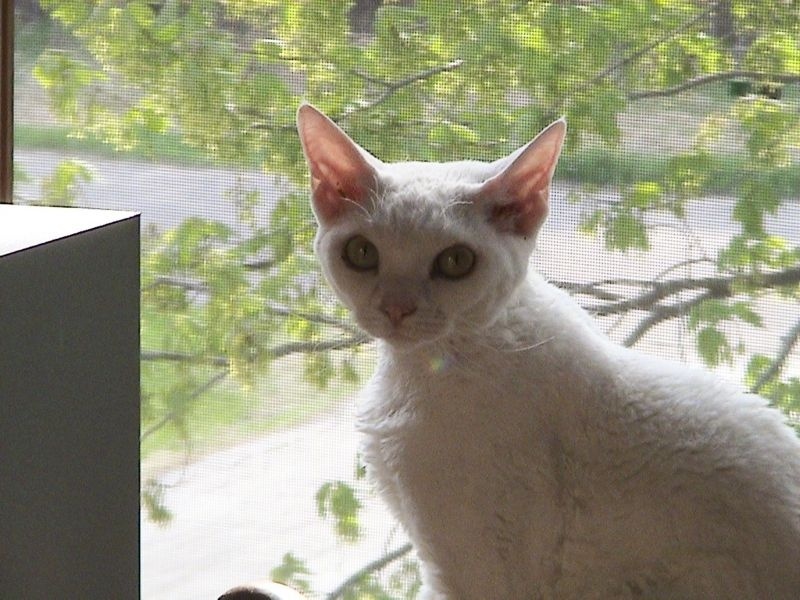
Devon rex blanc.
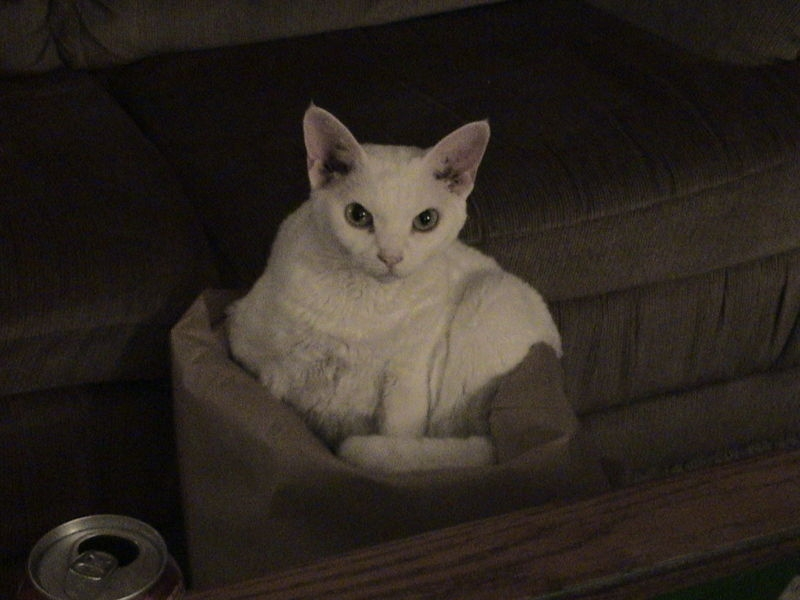
El mateix devon rex mostrant la seva naturalesa juganera dins d'una caixa.